# SSC-Khatumo

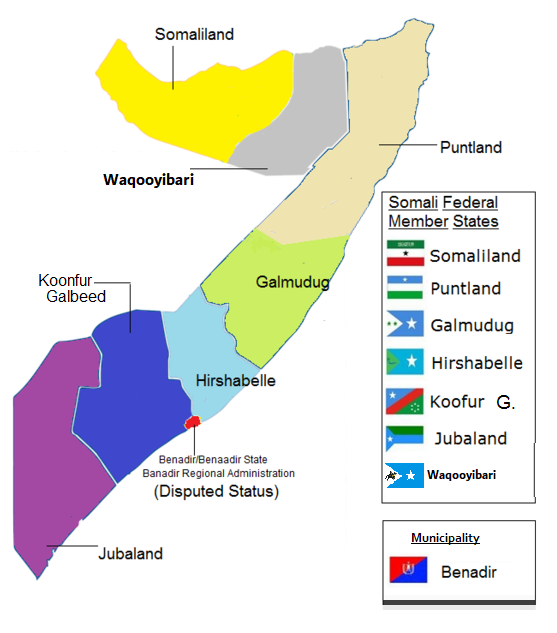
Somalie, début du

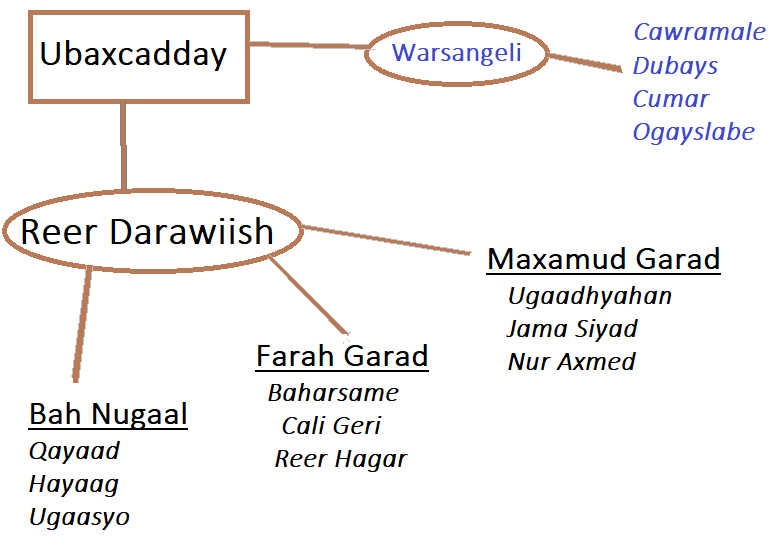
Arbre de clan Khatumo / Dhulbahante

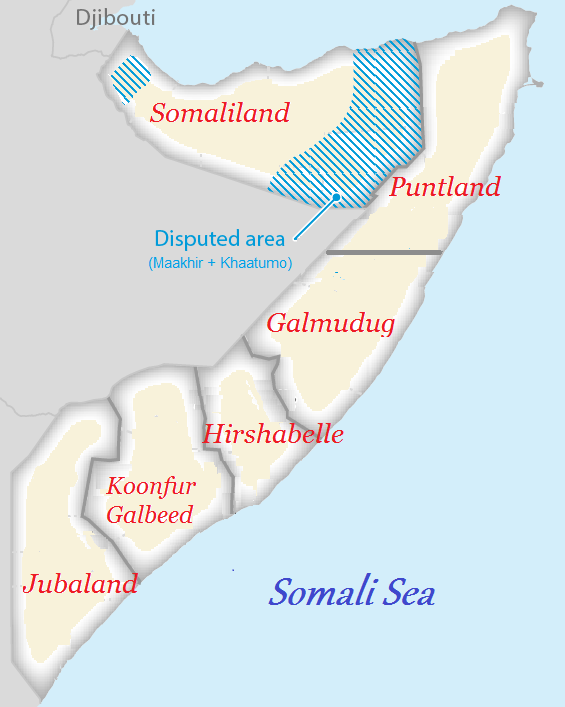
Situation vers 2020

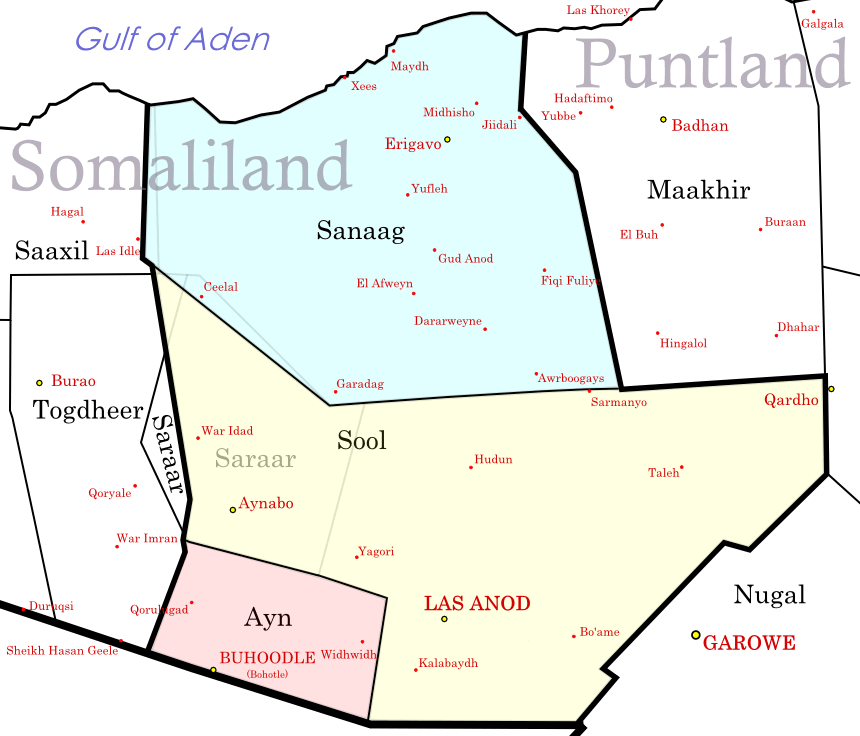
Découpage administratif

Le Khatumo ou Khaatumo (en arabe : خاتمة) est une région autonome au sein de la Somalie depuis 2012. À la différence du Somaliland voisin, Khaatumo ne revendique pas l'indépendance totale vis-à-vis de la Somalie. En octobre 2023, l'État de Khatumo est rétabli comme l'un des États fédéraux de Somalie par le gouvernement somalien.
L'État de Khatumo revendique les régions de Sool, Sanaag et Cayn (« régions SSC »). Il est considéré comme une autorité terroriste par les Somalilandais, qui jugent qu'il s'agit de territoires donnés par l’Angleterre en 1960 après l’indépendance, Cayn correspondant à la partie sud-est de la région de Togdheer. Située entre le Maakhir au nord et le Puntland à l'est, la zone a fait l'objet d'affrontements entre ces deux États, incitant ses habitants, notamment le clan Dhulbahante, (Reer Darawiish) à travailler en direction de l'autodétermination.